# フルサト (夏川りみの曲)
「フルサト」は2007年2月7日に発売された夏川りみのシングル。  

## 概要
タイトル曲の作詞・作曲は槇原敬之によって行われた。バッキングコーラスにも槇原が参加している。なお、槇原は当時東芝EMIに所属していたため、「槇原敬之 by courtesy of TOSHIBA EMI LTD.」と書かれている。
槇原はアルバム『不安の中に手を突っ込んで』でセルフカバーをした。槇原版は郵便事業（日本郵便）のCMソングに起用された。
また、槇原はセルフカバーにあたり、歌詞を「私」を「僕」。「あなた」を「君」に書き直している。
夏川りみのシングルでは珍しく、ジャケットや歌詞カードに本人の写真が使われておらず、歌詞カードの字体もゴシック体である。

## 収録曲
1. フルサト
  - 作詞・作曲・編曲：槇原敬之
  - TBS系ドラマ「浅草ふくまる旅館」主題歌
2. じゃあね、またね。
  - 作詞：妹尾武／作曲：宇佐美秀文／編曲：妹尾武、服部隆之
3. 千里を越え
  - 作詞：上田知華／作曲：都志見隆／編曲：京田誠一
4. フルサト（Instrumental Version）